# Sonja Gigler
Sonja Gigler (* 4. Dezember 2001) ist eine österreichische Freestyle-Skierin und ehemalige Skirennläuferin. Sie ist auf die Disziplin Skicross spezialisiert und gehört aktuell der Nationalmannschaft des Österreichischen Skiverbandes.

## Karriere
Sonja Gigler wuchs in Hard am Bodensee auf und begann im Alter von 10 Jahren mit dem alpinen Skirennsport. Ihr erstes internationales Rennen bestritt sie am 2. Dezember 2017 bei den FIS-Rennen am Pass Thurn. Da größere Erfolge jedoch ausblieben wechselte sie mit Beginn der Saison 2021/22 zu den Freestyle-Skiern, wo sie sich auf Skicross spezialisierte. Ihr Debüt im dortigen Europacup gab sie am 21. November 2021 bei den Rennen im Pitztal, wobei sie sich mit Rang 10 auf Anhieb in den Punkten klassieren konnte. Ihren ersten Sieg feierte sie bereits zwei Monate später in Lenk. Bei den Freestyle-Skiing-Juniorenweltmeisterschaften in Veysonnaz gewann Gigler überraschend die Goldmedaille vor der Schwedin Linnea Mobärg und ihrer Teamkollegin Christina Födermayr.
Ihr Weltcupdebüt gab Gigler am 13. März 2022 bei den Wettkämpfen auf der Reiteralm. Sie erreichte dabei direkt das kleine Finale und musste sich dort nur Katrin Ofner geschlagen geben, was im Endklassement Platz 5 bedeutete. Zum Abschluss der Saison krönte sich Gigler zudem erstmals zur Staatsmeisterin im Skicross.
Zu Beginn der Saison 2022/23 konnte Gigler direkt an die Ergebnisse der vorangegangenen Saison anschließen. Sie belegte beim Weltcupauftakt in Val Thorens Rang 8, wobei sie aufgrund eines Sturzes im Semifinale nicht mehr im kleinen Finale antreten konnte.
Ihren ersten Podestplatz erreichte sie am 22. Dezember 2022 beim Weltcup in Innichen. Gigler profitierte hierbei von einer Juryentscheidung, nachdem sie durch einen Fahrfehler der vor ihr fahrenden Schweizerin Fanny Smith zu Sturz gekommen war.
Bei den Freestyle-Skiing-Weltmeisterschaften 2023 kam Giger im Halbfinale des Teamwettbewerbs zu Sturz und zog sich einen Riss des Kreuzbands sowie des Außenmeniskus zu, wodurch sie für den Rest der Saison ausfiel. Am 25. Februar 2024 sollte Gigler ihr Comeback geben, sie zog sich jedoch einen erneuten Kreuzbandriss zu.

## Persönliches
Gigler war in ihrer Kindheit auch als Kunstturnerin aktiv, unter anderem erreichte sie dabei zwei Staatsmeistertitel der Nachwuchsklasse im Teamturnen.

## Erfolge

### Weltcup
- 7 Platzierungen unter den besten 10, davon 2 Podestplätze

### Juniorenweltmeisterschaften
- Veysonnaz 2022: 1. Skicross

### Europacup
6 Podestplätze, davon 1 Sieg
| Datum           | Ort  | Land    | Disziplin |
| --------------- | ---- | ------- | --------- |
| 21. Januar 2022 | Lenk | Schweiz | Skicross  |

### Europacupwertungen
| Saison  | Skicross | Skicross |
| Saison  | Platz    | Punkte   |
| ------- | -------- | -------- |
| 2021/22 | 3.       | 602      |